# Truman Smith
Truman Smith (ur. 27 listopada 1791 w Roxbury, zm. 3 maja 1884 w Stamford) – amerykański polityk, prawnik oraz sędzia okręgu Connecticut.
Smith urodził się w Roxbury w stanie Connecticut. Po ukończeniu nauk przygotowawczych uczęszczał do Yale College. W 1815 roku ukończył studia na wydziale prawa. Został powołany do adwokatury w 1818 roku. Praktyki odbywał w Litchfield w stanie Connecticut. W latach 1831–1832 i ponownie w 1834 r. zasiadał w Izbie Poselskiej Stanu Connecticut. W 1838 roku został wybrany do Izby Reprezentantów Stanów Zjednoczonych (niższej izby Kongresu) z ramienia partii Wigów. Zasiadał w ławie poselskiej w latach 1839–1842. Wynik kolejnych wyborów nie pozwolił mu dłużej pozostać w Kongresie. W 1844 roku należał do Kolegium Elektorów Stanów Zjednoczonych (organu dokonującego wyboru prezydenta) z ramienia partii Wigów. W następnym roku ponownie zasiadł w Izbie Reprezentantów. Pełnił mandat poselski w latach 1845–1849. W 1849 roku Smith nie przyjął nominacji na pierwszego Sekretarza Spraw Wewnętrznych Stanów Zjednoczonych z rąk prezydenta Zacharego Taylora, gdyż został wybrany do Senatu. Wśród senatorów zasiadał aż do swojej rezygnacji w 1854 roku. Później zamieszkał w Stamford w stanie Connecticut jednocześnie podejmując pracę prawnika w Nowym Jorku. W roku 1862 prezydent Abraham Lincoln mianował Smitha sędzią Trybunału Arbitrażowego w sprawie umowy z Wielką Brytanią dotyczącej zakazu handlu niewolnikami. Smith zajmował tę posadę aż do 1870 roku. W tym samym roku przeszedł na emeryturę i zmarł 3 maja 1884 r. Został pochowany na cmentarzu Woodland w Stamford.